# Placa nord-americana
La placa nord-americana és una placa tectònica continental que cobreix Amèrica del Nord, incloent Groenlàndia, la part nord-occidental de l'oceà Atlàntic, fins i tot la dorsal meso-atlántica, una part de l'Oceà Glacial Àrtic i la part de Sibèria a l'est de la serralada Verkhoiansk. La superfície és d'1,365 59 estereoradiants, aproximadament una superfície terrestre de 75,900,000 km2. Sovint va associada a la placa d'Okhotsk.
Les plaques amb les que limita són:
- Al nord, la placa eurasiàtica.
- Al sud, la placa de Cocos, la placa del Carib i la placa sud-americana, en on es formen la falla Motagua Polochic i la fossa meso-americana.
- A l'est, la placa eurasiàtica i la placa africana, amb les que té un límit divergent que origina la dorsal meso-atlàntica.
- A l'oest, la placa de Juan de Fuca, amb la qual té un límit convergent i la placa del Pacífic, amb la qual té un vora transformant a l'altura de la falla de San Andrés.

En temps geològics recents, la placa nord-americana va absorbir, per procés de subducció, dues plaques. La placa de Kula, ubicada originalment al nord d'on avui està la placa Juan de Fuca, que va desaparèixer per complet, i la placa de Farallón, que s'està enfonsant des del període Juràssic i ocupava gran part de l'est de la placa nord-americana. Quan va començar a desaparèixer van entrar en contacte les plaques del Pacífic i la nord-americana, originant diversos accidents com la falla de San Andrés. La placa de Juan de Fuca, la placa de Cocos i la placa de Nazca són les restes de l'antiga placa de Farallón.

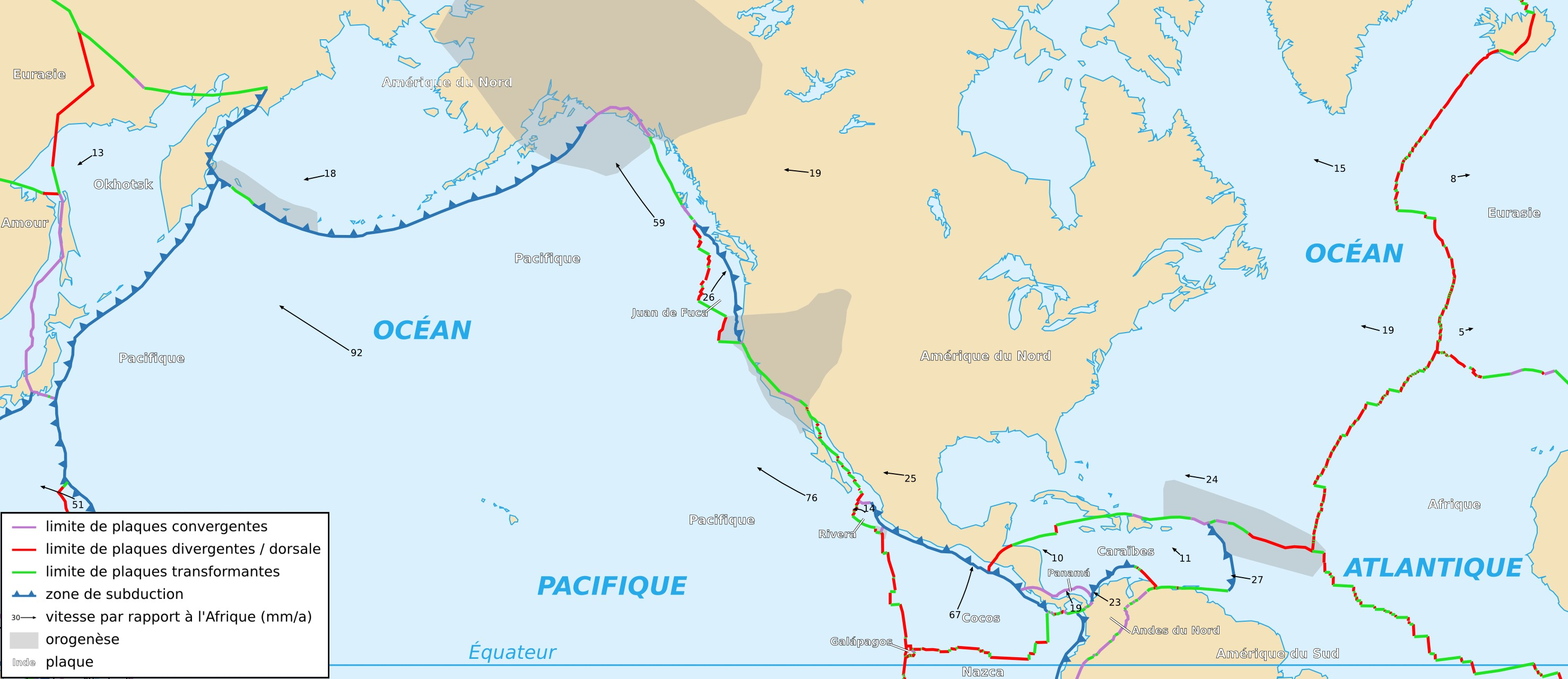
Mapa de la placa nord-americana